# Atletica leggera alla XXIX Universiade - Marcia 20 km femminile
La marcia 20 km maschile alla XXIX Universiade si è svolta il 26 agosto 2017.

## Podio

### Individuale
| Oro     | Inna Kashyna Ucraina     |
| Argento | Zhang Xin Cina           |
| Bronzo  | Elisa Neuvonen Finlandia |

### Squadre
| Oro     | Ucraina Inna Kashyna Alina Tsvilii Valentyna Myronchuk Tamara Havryliuk |
| Argento | Cina Zhang Xin Zhao Huimin Zhang Yan Ma Yiming                          |
| Bronzo  | Non assegnato                                                           |

## Risultati

### Individuale
| Posizione | Nome                | Nazionalità   | Tempo   | Penalità | Note |
| --------- | ------------------- | ------------- | ------- | -------- | ---- |
|           | Inna Kashyna        | Ucraina       | 1:39:44 |          |      |
|           | Zhang Xin           | Cina          | 1:41:18 | ~        |      |
|           | Elisa Neuvonen      | Finlandia     | 1:42:50 |          |      |
| 4         | Rita Récsei         | Ungheria      | 1:43:46 | ~        |      |
| 5         | Mara Ribeiro        | Portogallo    | 1:44:14 |          |      |
| 6         | Anel Oosthuizen     | Sudafrica     | 1:44:41 | ~        |      |
| 7         | Alina Tsvilii       | Ucraina       | 1:45:25 | >>       |      |
| 8         | Zhao Huimin         | Cina          | 1:45:48 |          |      |
| 9         | Valentyna Myronchuk | Ucraina       | 1:46:52 |          |      |
| 10        | Polina Repina       | Kazakistan    | 1:51:00 |          |      |
| 11        | Tamara Havryliuk    | Ucraina       | 1:51:21 |          |      |
| 12        | Chang Chia-feng     | Taipei Cinese | 1:51:31 | ~        |      |
| 13        | Zhang Yan           | Cina          | 1:52:06 | ~        |      |
| 14        | Carolina Marino     | Colombia      | 1:53:39 |          |      |
| 15        | Elizabeth Capioso   | Filippine     | 2:14:24 |          |      |
|           | Sandy Karam         | Libano        | DNF     |          |      |
|           | Ma Yiming           | Cina          | DNF     |          |      |
|           | Barbara Kovács      | Ungheria      | DQ      | ~~~      |      |
|           | Jessica Pickles     | Australia     | DQ      | ~~>      |      |
|           | Katja Ponikvar      | Slovenia      | DQ      | >>>      |      |
|           | Priyanka Priyanka   | India         | DQ      | >>>      |      |

### Squadre
| Posizione | Squadra | Tempo   | Note |
| --------- | ------- | ------- | ---- |
|           | Ucraina | 5:12:01 |      |
|           | Cina    | 5:19:12 |      |